# Вон Фэйхун
Вон Фэйху́н или в нормативном севернокитайском чтении Хуа́н Фэйху́н (黃飛鴻; 1847—1925) — мастер боевых искусств времён заката Цинской империи. Основоположник стиля хунгар. Иногда его ошибочно включают в число «десяти кантонских тигров».

## История
Начинал как доктор, практиковал иглоукалывание в родном посёлке Фошань уезда Наньхай провинции Гуандун. Уже в 13 лет он считался признанным бойцом и побеждал в бою взрослых. Во времена Синьхайской революции вступил в ряды армии (по легенде, он ранее состоял в нерегулярной Армии чёрного флага). Он прославился на весь Китай как «Робин Гуд XX века». После смерти Хуана его вдова и ученики преподавали его манеру боя в Гонконге.
Фотографий, о которых достоверно известно изображение  именно Хуан Фэйхуна, не сохранилось. Наиболее известна фотография, экспонируемая в Музее Вон Фэйхуна в Фошане, однако другие источники считают это изображением его сына или племянника. Другая фотография, подписанная на обороте "портрет Вон Фэйхуна" (黃飛鴻像) и именем автора, была обнаружена в 2005 году в архиве его ученика Кхуон Кхэйтина в Гонконгском музее.

## В кинематографе
Вон Фэйхуну посвящено множество фильмов и сериалов. Приблизительно в 80 лентах 1950—1970-х годов его сыграл выходец из кантонской оперы Куань Такхин, поставив этим мировой рекорд и практически отождествившись со зрелыми годами своего персонажа (чему только помогло заявленное вдовой Вон Фэйхуна еще до начала серии фильмов внешнее сходство, а также то, что Куань и вне экрана был мастером боевых искусств, филантропом, владел китайской медициной и организовывал лечебницы).
В более поздние годы ряд актёров воплотили в фильмах образ Вон Фэйхуна в более молодые годы. В частности, в фильме «Железная обезьяна» совсем юного двенадцатилетнего Фэйхуна сыграла юная спортменка Энджи Цан. В «Пьяном мастере» и «Пьяном мастере 2» образ молодого героя с иронией воплотил Джеки Чан, в фильмах «Однажды в Китае» и «Стальные когти» — Джет Ли, в «Великом герое Китая» — Кар Лок Чин, в «Кулаке из Шаолиня» — Ван Цюнь, в «Единстве героев» — Винсент Чжао. Существует также ряд фильмов, где появление Вон Фэйхуна или похожего на него персонажа носит характер камео, в частности, комедии «Дом — полная чаша» (1994; последний фильм с участием Куань Такхина) и «Вокруг света за 80 дней» (2004; в исполнении Саммо Хуна).